# Joos van Cleve
Joos van Cleve, původně Joos van der Beke, také Joos van Kleef (1485, Kleve – 1540/1541, Antverpy) byl nizozemský renesanční malíř - figuralista a portrétista, činný asi v letech 1511-1540 v Antverpách.

## Život

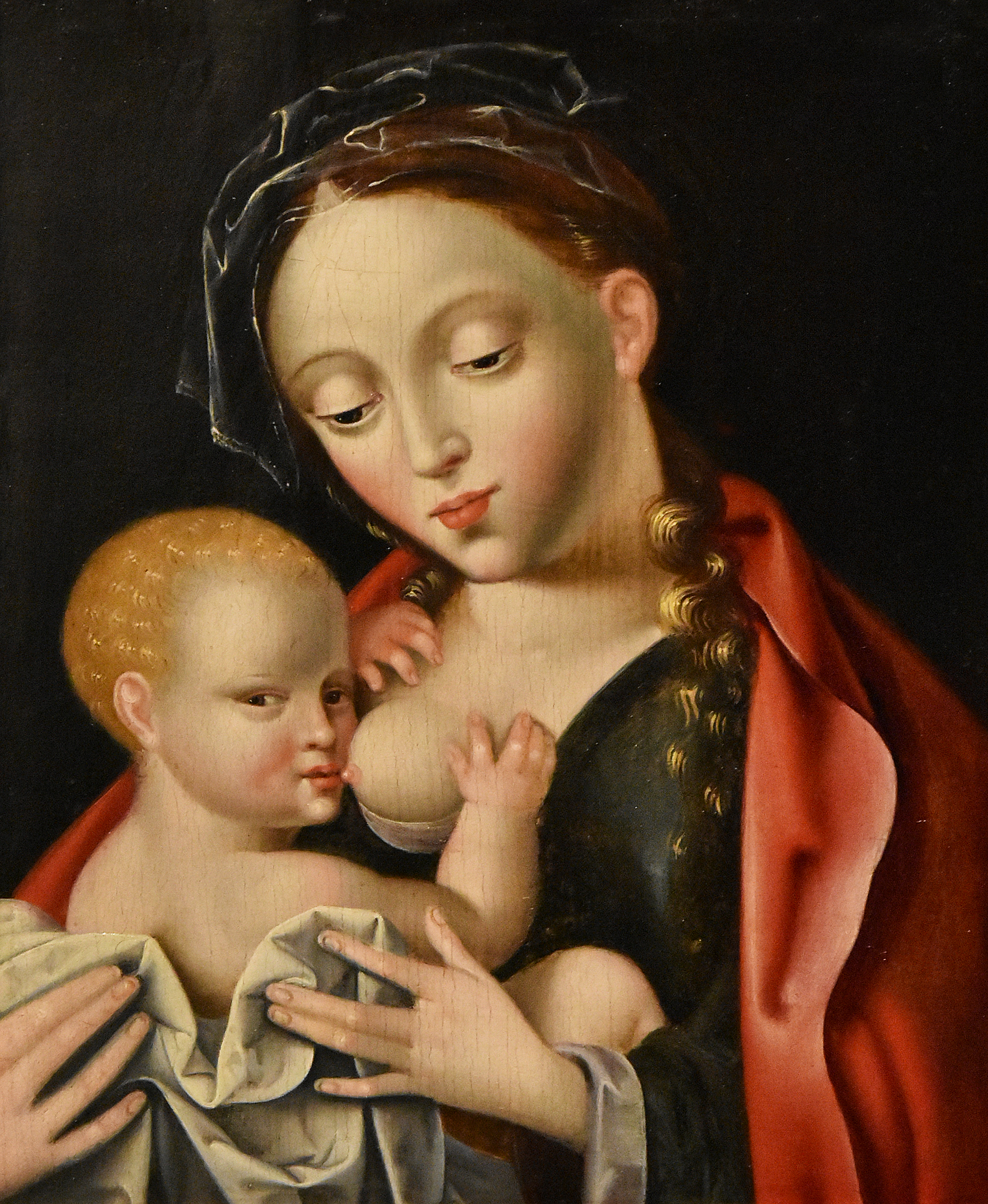
Kojící madona (1516)

O jeho životě je známo poměrně málo, ačkoliv bývá řazen do rodokmene klevských malířů čtyř generací, kteří vesměs působili v Antverpách. V této genealogii je zmíněn jako syn malíře Willema van Cleve.
Pravděpodobně se v letech 1505-1508 vyučil u Nizozemce Jana Joesta v Kalkaru v dolním Porýní, spolu s Bartolomějem Bruynem mladším. V letech 1507/1508 až 1510 se učil také v Bruggách a osvojil si manýristický styl tamní školy.
Jeho působení je opakovaně doloženo mezi léty 1511-1540 v Antverpách, kde je evidován mezi členy malířského cechu (gildy). Z jeho dílny vyšly velké oltářní archy (Pašijový oltář pro Gdaňsk, Triptych s Ukřižováním, Triptych s Oplakáváním), některé náměty se opakují ve více variantách (Klanění tří králů). Početné a rozměrné obrazy jsou dílem pomocníků jeho dílny.
Podle dvou portrétů francouzského krále Františka I. a francouzské královny Eleonory se soudí, že Joos van Cleve kolem roku mezi 1529-1530 cestoval do Francie, protože portrétovaní v Antverpách nebyli a v roce 1535 v Anglii portrétoval anglického krále Jindřicha VIII. Tudora.
Píše se o také o jeho možném studiu v Itálii, stylovou analýzou se tváře, gesta postav a technika malby srovnávají s Leonardem da Vinci, například polopostava nahé ženy Vanny (Mona Vanna nuda) z pražské Národní galerie.
V poslední době Joosovi van Cleve byly připsány také další obrazy, mj. královské portréty, polského krále Zikmunda I. Starého (klečící král na obraze Klanění tří králů z Obrazové galerie v Berlíně), nebo římského císaře Maxmiliána I. , a to na základě dendrochronologie dřevěných desek, na něž Joos van Cleve maloval, a složení barevných pigmentů 
Jeho syn Cornelis van Cleve (1520-1567) se stal rovněž malířem a pokračoval v otcově manýristickém stylu.

## Některá díla
- Kojící madona (1516)
- Sebevražda Lukrécie (1520-1525), KHM Vídeň
- Pašijový oltář (polyptych) z Gdaňsku, Národní muzeum Varšava
- Triptych Oplakávání Krista, Stigmatizace sv. Františka, Poslední večeře (kolem 1525) Louvre
- Klanění tří králů - triptych s donátory na křídlech (pět variant)
- Dva portréty francouzského krále Františka I. (1532-1533)
- Portrét francouzské královny Eleonory (1532-1533)
- Triptych s Klaněním Tří králů (Národní galerie v Praze) (dílna)

## Galerie

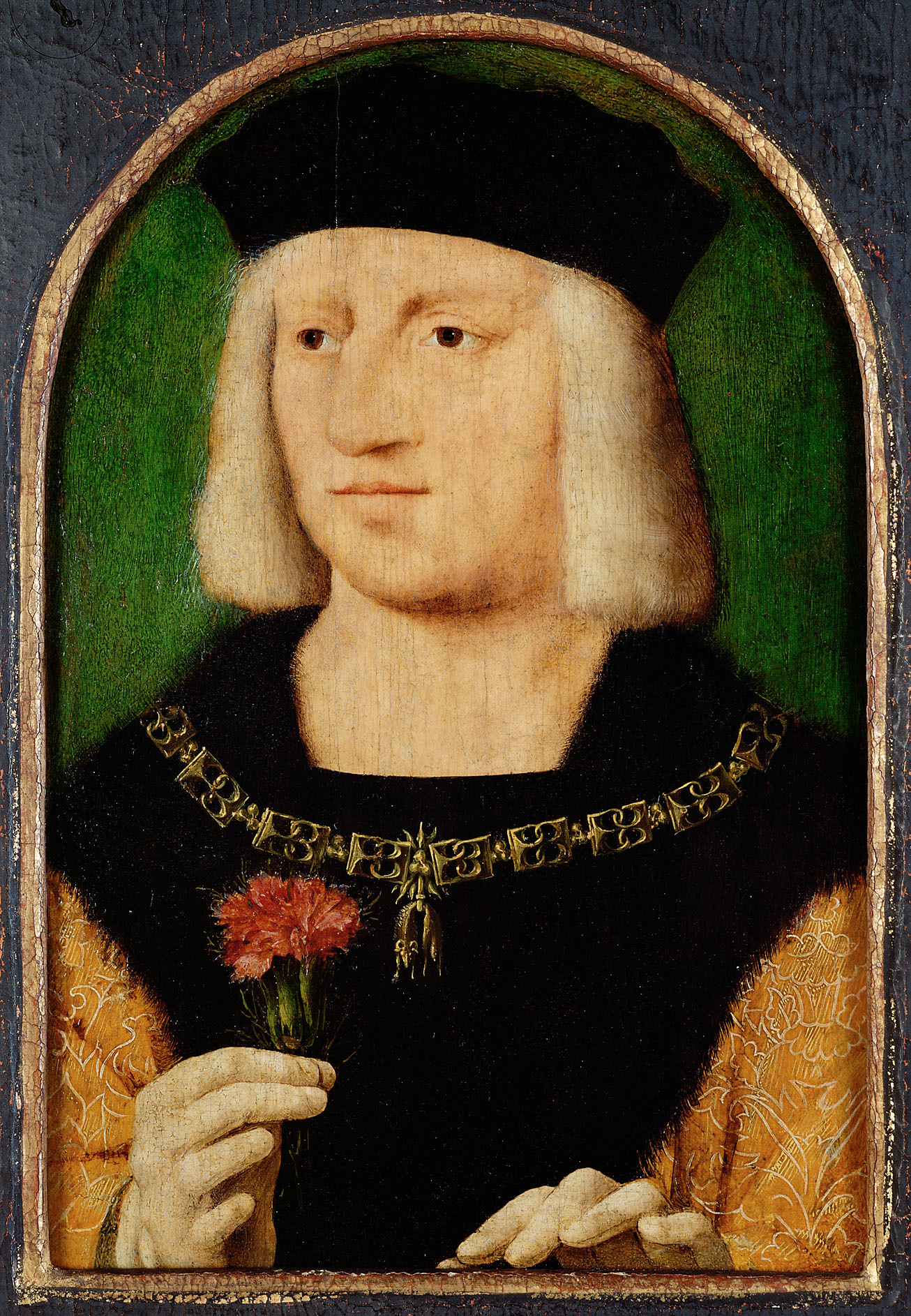
Maxmilián I. (1508-09)
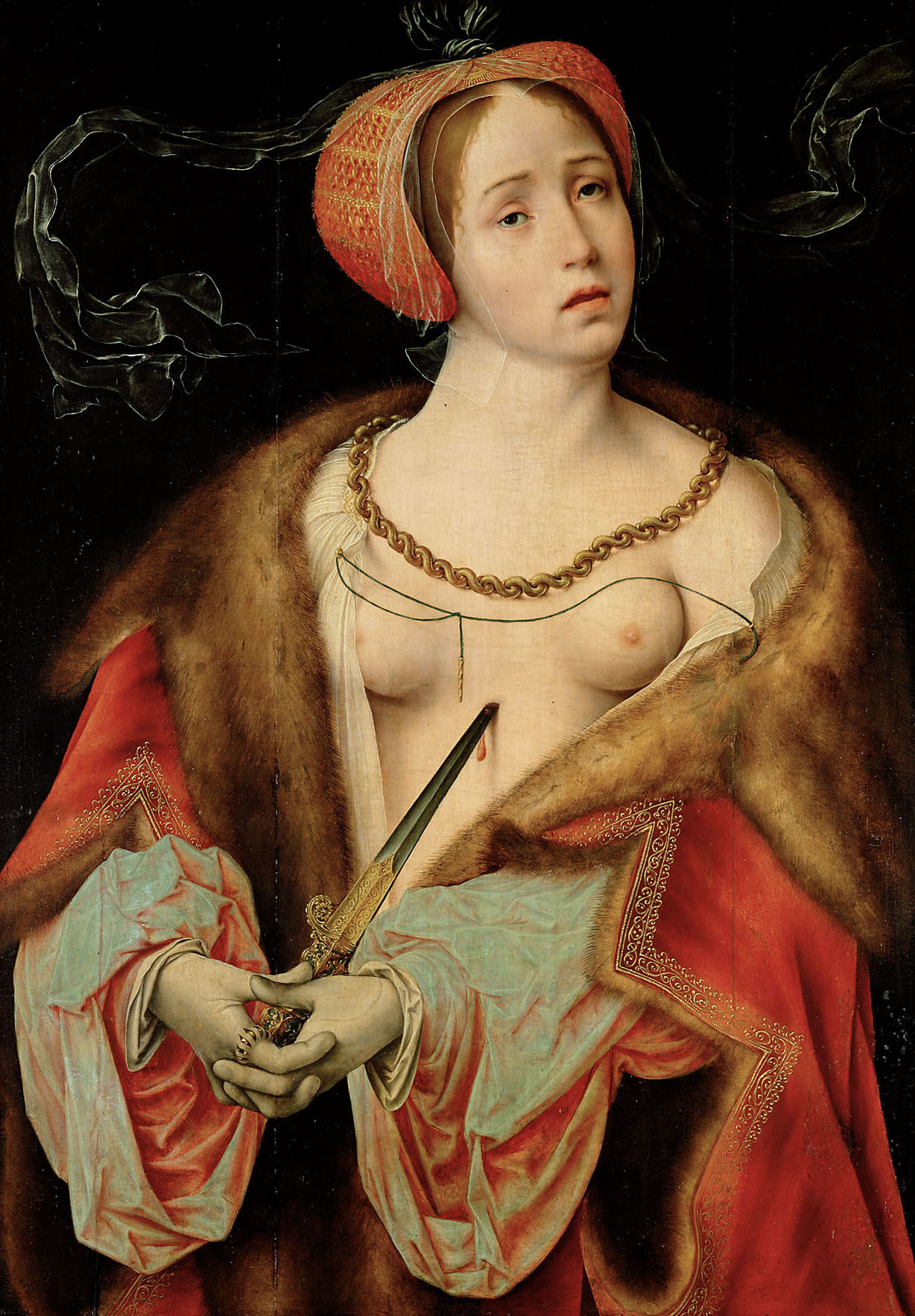
Sebevražda Lukrécie (1516)
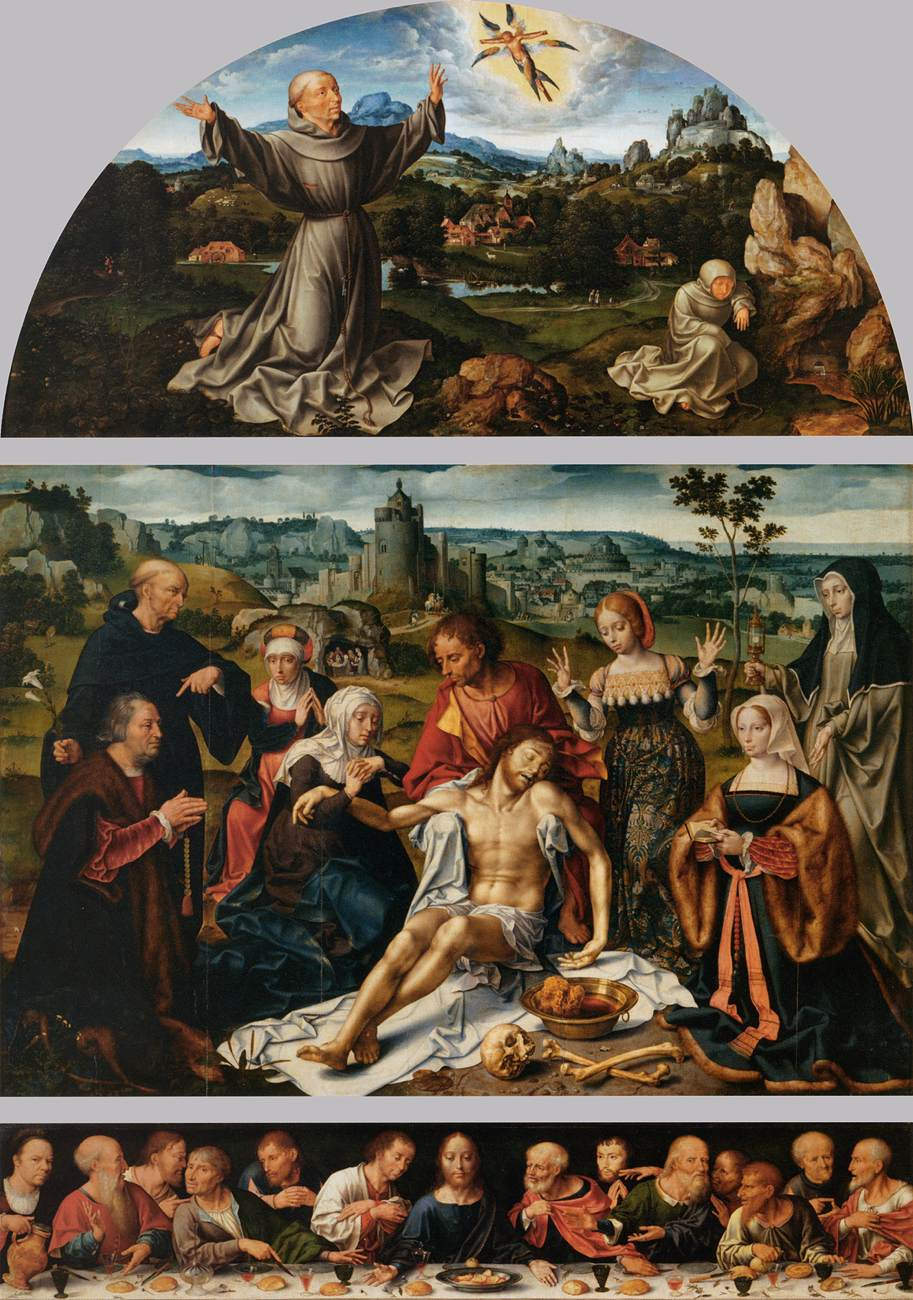
Oltář s Oplakáváním Krista (1520-25) Louvre
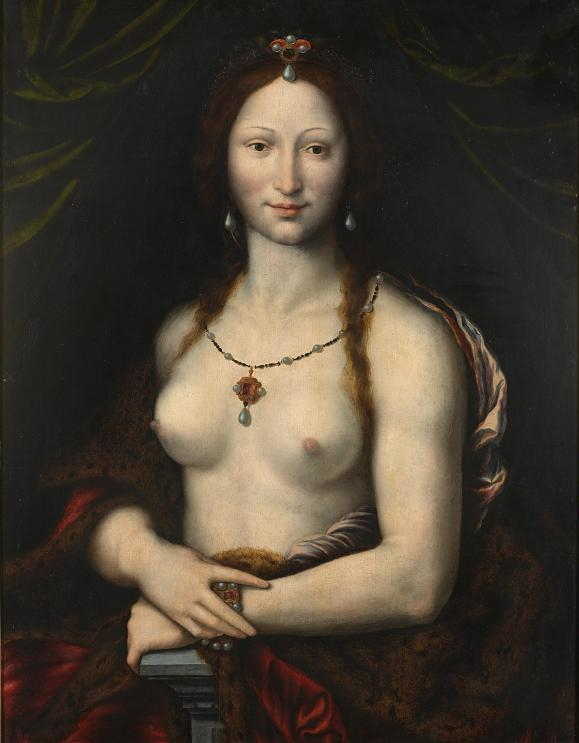
Mona Vanna Nuda, NG Praha
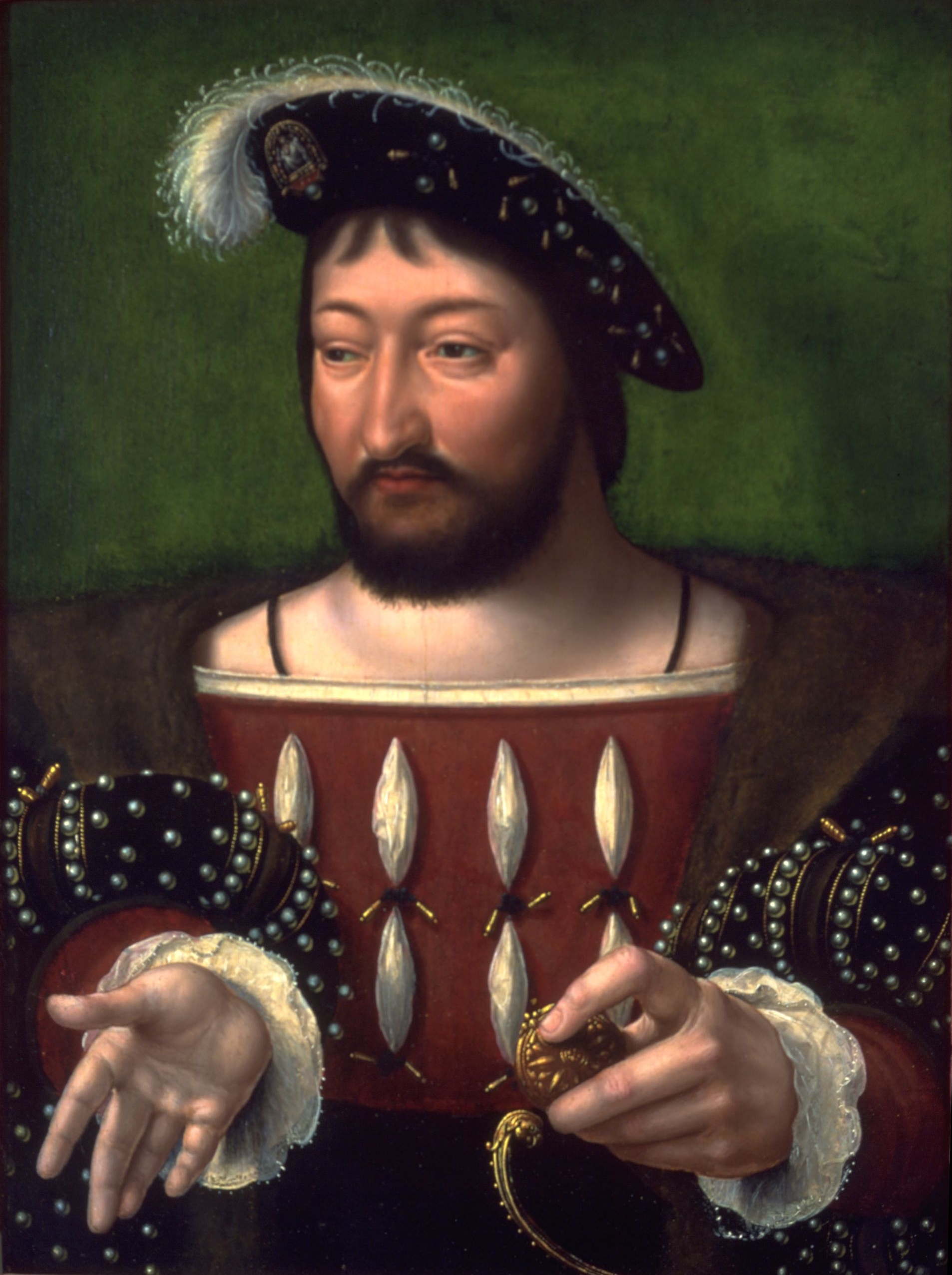
Francouzský král František I.
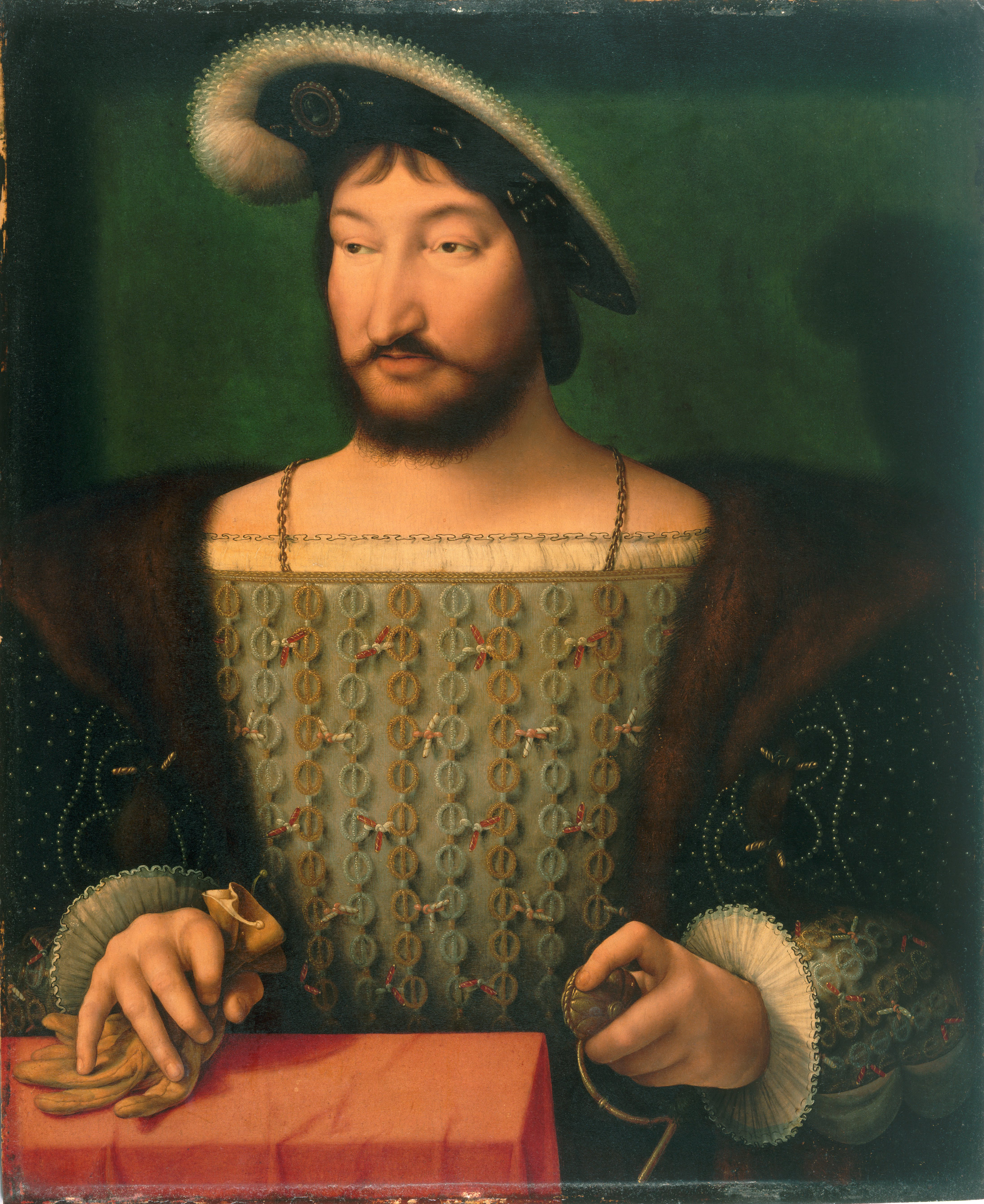
Francouzský král František I.(dílna)
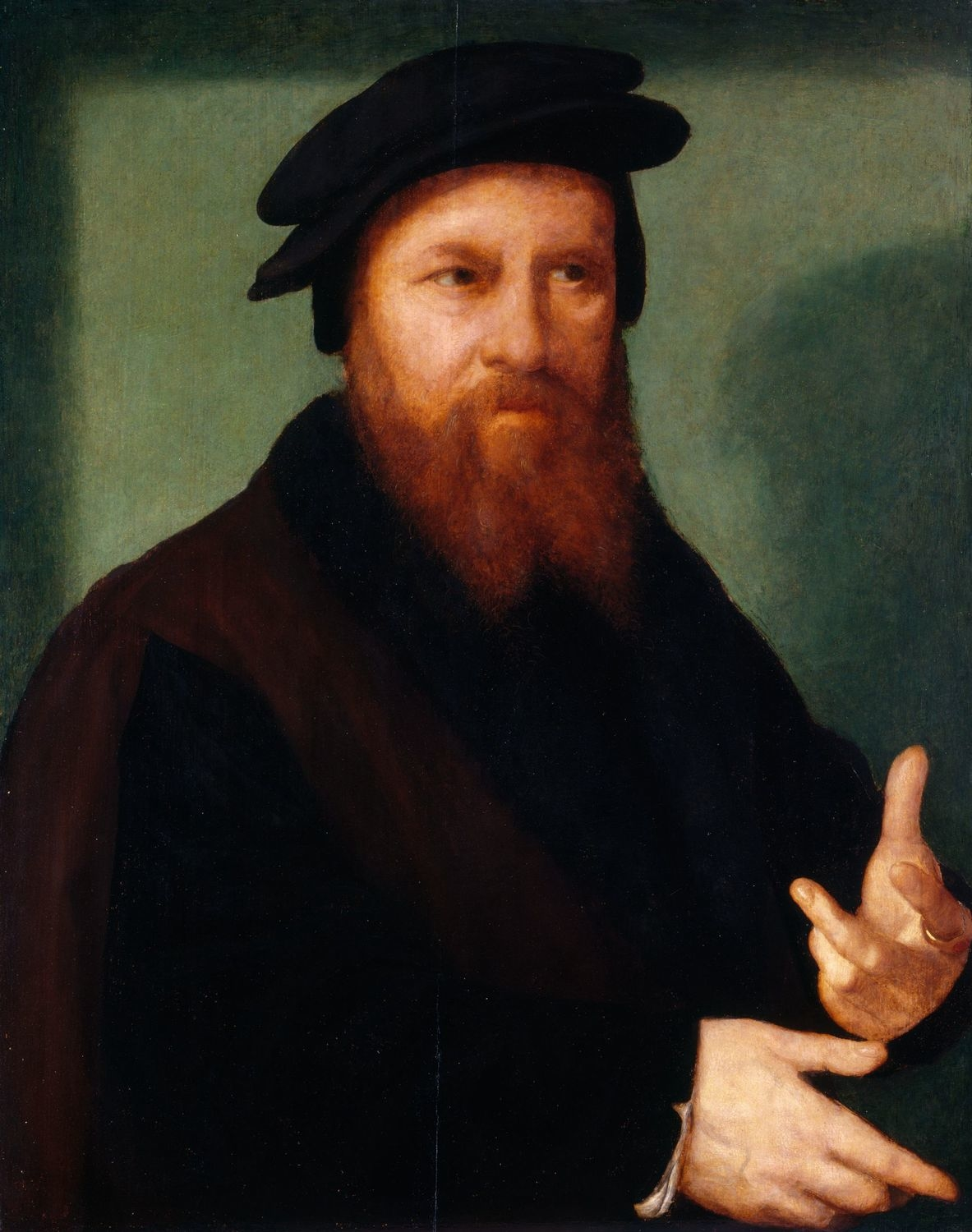
Autoportrét (1540-41)